# سر تجاري
الأسرار التجارية أو المعلومات التجارية السرّية هي نوع من أنواع الملكية الفكرية التي تشمل المعادلات والصيغ الرياضية، وأفضل الممارسات، والعمليات، والتصاميم، والصكوك القانونية، والأنماط، أو مجموعات من المعلومات المتأصلة في القيم الاقتصادية لأنها غير معروفة بشكل عام أو لا يمكن للآخرين التحقق منها بسهولة، والتي يتخذ صاحبها تدابير معقولة للحفاظ على سريتها. يمنح قانون الملكية الفكرية مالك السر التجاري الحق في منع الآخرين من الكشف عنه.
في بعض البلدان، تُعرف الأسرار التجارية بالمعلومات السرية.

## التعريف
تختلف الصيغة الدقيقة التي يُعرّف من خلالها السرّ التجاري باختلاف الولاية القضائية، كما تختلف أنواع المعلومات المحددة التي تخضع لحماية السر التجاري. وهناك ثلاثة عوامل مشتركة بين جميع هذه التعريفات:
السرّ التجاري هو المعلومات التي:
- لا تكون معروفة للجمهور بشكل عام؛
- تمنح صاحبها منفعة اقتصادية لأن المعلومات غير معروفة علناً؛
- ويبذل صاحبها جهوداً وتدابير معقولة للحفاظ على سريتها.

في القانون الدولي، تُعرّف هذه العوامل الثلاثة السر التجاري بموجب المادة 39 من [[اتفاقية حول الجوانب التجارية لحقوق الملكية الفكرية|الاتفاقية حول الجوانب التجارية لحقوق الملكية الفكرية]]، والتي يشار إليها عادةً باتفاقية تريبس (TRIPS).
وبالمثل، في قانون التجسس الاقتصادي في الولايات المتحدة لعام 1996، "يتألف السر التجاري، كما هو معرّف في المادة 18 من قانون الولايات المتحدة الأمريكية 1839§ (3) (أ)، (ب) (1996)، من ثلاثة أجزاء: (1) المعلومات؛ (2) التدابير المعقولة المتخذة لحماية المعلومات؛ و(3) التي تستمد قيمة اقتصادية مستقلة من كونها غير معروفه علنًا."

## القيمة
تُعد الأسرار التجارية عنصرًا مهمًا ولكنه غير مرئي من عناصر الملكية الفكرية للشركة. ويمكن أن تكون مساهمتها في قيمة الشركة، التي تقاس كرسملة سوقية، كبيرة. وبما أنها غير مرئية، فإنه يصعب قياس هذه المساهمة. مع ذلك، تظهر الأبحاث أن التغييرات في قوانين الأسرار التجارية تؤثر على إنفاق الشركات على البحث والتطوير وبراءات الاختراع. تقدم هذه الأبحاث أدلة غير مباشرة على قيمة السرية التجارية.

## الحماية
على النقيض من الملكية الفكرية المسجلة، لا يتم الكشف عن الأسرار التجارية، بحكم تعريفها، للعالم أجمع. وبدلاً من ذلك، يسعى مالكو الأسرار التجارية إلى حماية المعلومات السرية التجارية من المنافسين من خلال وضع إجراءات خاصة للتعامل معها، فضلاً عن تنفيذ تدابير أمنية تكنولوجية وقانونية. ويعود السبب الأكثر شيوعًا لنشوء النزاعات المتعلقة بالأسرار التجارية إلى حالة مغادرة الموظفين السابقين العمل في الشركات التي تمتلك أسراراً تجارية للعمل لدى منافس ويشتبه في أنهم أخذوا أو استخدموا معلومات سرية قيّمة تخص صاحب العمل السابق. وتشمل الحماية القانونية اتفاقيات عدم الإفصاح NDAs وشروط العمل مقابل التوظيف وشروط عدم المنافسة. بعبارة أخرى، في مقابل الحصول على فرصة للعمل لدى صاحب الأسرار، قد يوافق الموظف على عدم الكشف عن المعلومات الخاصة بصاحب العمل المحتمل، وتسليم أو التنازل لصاحب العمل عن حقوق الملكية الفكرية للعمل والمنتجات التي يتم إنتاجها خلال فترة (أو كشرط) العمل، وعدم العمل لدى منافس لفترة زمنية معينة (أحيانًا ضمن منطقة جغرافية معينة). وينطوي انتهاك الاتفاقية عموماً على إمكانية فرض عقوبات مالية كبيرة، مما يثني عن إمكانية الكشف عن الأسرار التجارية. يمكن حماية المعلومات السرية التجارية من خلال إجراءات قانونية تشمل إصدار أمر قضائي يمنع انتهاك السرية، وتعويضات مالية، وفي بعض الحالات، تعويضات تأديبية وأتعاب المحاماة أيضًا. في ظروف استثنائية، يسمح قانون الدفاع عن الأسرار التجارية DTSA للمحكمة بمصادرة الممتلكات لمنع انتشار أو نشر السر التجاري. ومع ذلك، قد يكون من الصعب جدًا إثبات خرق وانتهاك اتفاقية عدم الإفشاء من قبل صاحب مصلحة سابق يعمل بشكل قانوني لصالح منافس أو الفوز في دعوى قضائية بسبب انتهاك شرط عدم المنافسة. كما قد يطلب صاحب السر التجاري اتفاقيات مماثلة من أطراف أخرى، مثل البائعين والمرخص لهم وأعضاء مجلس الإدارة.
يمكن للشركة حماية معلوماتها السرية من خلال إتفاقيات عدم الإفصاح NDA، والعمل مقابل التوظيف، وعقود عدم المنافسة مع أصحاب المصلحة فيها (ضمن قيود قانون العمل، بما في ذلك القيود المعقولة فقط من حيث النطاق الجغرافي والزمني)، فإن هذه التدابير التعاقدية الوقائية تخلق فعلياً احتكاراً للمعلومات السرية لا تنتهي صلاحيته كما هو الحال بالنسبة لبراءات الاختراع أو حقوق التأليف والنشر. ومع ذلك، فإن عدم وجود حماية رسمية مرتبطة بحقوق الملكية الفكرية المسجلة يعني أن الطرف الثالث غير الملزم باتفاق موقّع لا يُمنع من استنساخ المعلومات السرية واستخدامها بشكل مستقل بمجرد اكتشافها، مثلاً من خلال عمليات الهندسة العكسية.

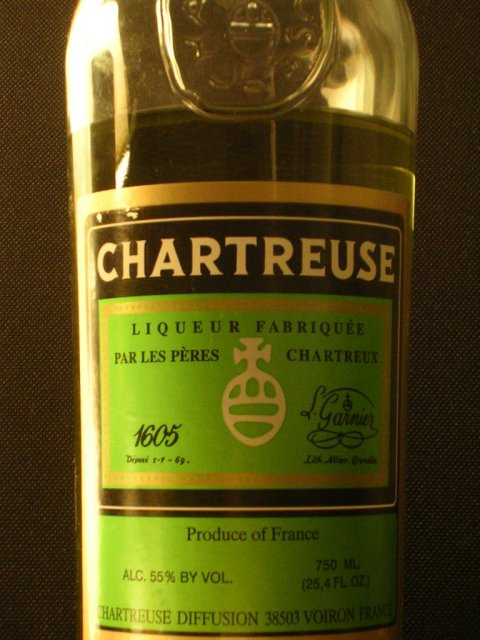
مشروب الشارتريوز الأخضر المحمي بالمعلومات السرية للمكونات

لذلك، غالبًا ما تُحمى الأسرار التجارية مثل التركيبات السرية عن طريق حصر المعلومات الرئيسية وتقييدها بعددٍ محدود من الأفراد الموثوق بهم. ومن الأمثلة الشهيرة على المنتجات المحمية بالأسرار التجارية مشروب شارتروز الروحي وكوكا كولا.
نظراً لأن حماية الأسرار التجارية يمكن، من حيث المبدأ، أن تمتد إلى أجل غير مسمى، فإنها قد توفر ميزة على حماية براءات الاختراع وحقوق الملكية الفكرية المسجلة الأخرى التي تستمر لمدة محدودة. على سبيل المثال، لا تملك شركة كوكا كولا أي براءة اختراع لتركيبة الكوكا كولا، وقد نجحت في حمايتها لسنوات عديدة أكثر من 20 سنة من الحماية التي كانت ستوفرها براءة الاختراع. في الواقع رفضت شركة كوكا كولا الكشف عن سرها التجاري بموجب أوامر قضائية من قاضيين على الأقل.

## الاستيلاء غير المشروع
غالبًا ما تحاول الشركات في كثير من الأحيان اكتشاف الأسرار التجارية لبعضها البعض من خلال أساليب وطرق مشروعة مثل الهندسة العكسية أو استقطاب الموظفين، وأساليب وطرق غير مشروعة محتملة تشمل التجسس الصناعي. تُعد أعمال التجسس الصناعي غير قانونية عموما ويمكن أن تكون العقوبات قاسية. تكمن أهمية عدم المشروعية هذه بالنسبة لقانون الأسرار التجارية في أنه إذا تم الحصول على سر تجاري بوسائل غير سليمة (وهو مفهوم أوسع قليلا من "الوسائل غير القانونية" ولكنه يشملها)، فإن السر يعتبر عمومًا قد تم الاستيلاء عليه بشكل غير مشروع. وبالتالي، إذا تم الحصول على سر تجاري عن طريق التجسس الصناعي، فمن المحتمل أن يكون حائز السر التجاري عرضة للمسؤولية القانونية لحصوله عليه بطريقة غير سليمة. ومع ذلك، فإن حائز السر التجاري ملزم بالحماية من هذا التجسس إلى حد ما، حيث إنه بموجب معظم أنظمة الأسرار التجارية، لا يعتبر السر التجاري قائماً ما لم يتخذ حائزُه المزعوم خطوات معقولة للحفاظ على سريته.[بحاجة لمصدر]

## التاريخ
يشير المعلقون بدءاً من أ. آرثر شيلر إلى أن الأسرار التجارية كانت محمية بموجب القانون الروماني من خلال دعوى تُعرف باسم actio servi corrupti، والتي تُفسر على أنها "دعوى لإفساد العبد" (أو دعوى لإفساد الخادم). ويوصف القانون الروماني على النحو التالي:
كان المالك الروماني للعلامة أو اسم الشركة يتمتع بالحماية القانونية ضد الاستخدام غير العادل من قبل منافس من خلال قانون "أكتيو سيرفي كوربتي" (actio servi corrupti)... الذي استخدمه الفقهاء الرومان لمنح الإنصاف التجاري تحت ستار دعاوى القانون الخاص. "إذاً، كما يعتقد الكاتب [يكتب شيلر Schiller]، كانت هناك دعاوى خاصة متاحة، لتلبية الاحتياجات التجارية، فإن الدولة كانت تتصرف بنفس الطريقة التي تتصرف بها في الوقت الحاضر."
قُدّم الافتراض القائل بأن قانون الأسرار التجارية له جذوره في القانون الروماني عام 1929 في مقالة نشرت في مجلة كولومبيا للقانون بعنوان "الأسرار التجارية والقانون الروماني: قانون أكتيو سيرفي كوربتي"، وقد أعيد نشره في كتاب شيلر، تجربة أمريكية في القانون الروماني 1 (1971). انظر الأسرار التجارية والقانون الروماني: انفجرت الأسطورة، في 19. ومع ذلك، جادل أستاذ كلية الحقوق بجامعة جورجيا، ألان واتسون في كتابه الأسرار التجارية والقانون الروماني: انفجرت الأسطورة بأن قانون أكتيو سيرفي كوربتي لم يستخدم لحماية الأسرار التجارية. بل أوضح:
من المؤسف أن شيلر مخطئ تماماً بخصوص ما كان يحدث ... قد يكون قانون أكتيو سيرفي كوربتي قد استخدم، على الأرجح أو ربما، كان من الممكن استخدامه لحماية الأسرار التجارية وغيرها من المصالح التجارية المماثلة. لم يكن هذا هو الغرض منه وكان، في أفضل الأحوال، نتيجة عرضية على الأكثر. ولكن ليس هناك أدنى دليل على استخدام هذا الإجراء على هذا النحو. وفي هذا الصدد، لا يعتبر إجراء أكتيو سيرفي كوربتي فريداً من نوعه.

ويمكن أن يقال الشيء نفسه بالضبط عن العديد من دعاوى القانون الخاص بما في ذلك دعاوى السرقة، والأضرار وإتلاف الممتلكات، والإيداع، وإنتاج الممتلكات. أفترض أن كل هذه يمكن أن تستخدم لحماية الأسرار التجارية، وما إلى ذلك، ولكن لا يوجد دليل على استخدمت لذلك. من الغريب أن نرى بأي درجة من الدرجات أن "أكتيو سيرفي كوربتي" الروماني هو نظير للقانون الحديث لحماية الأسرار التجارية وغيرها من المصالح التجارية المماثلة.

## أنظر أيضاً
- خرق البيانات

## روابط خارجية
- التجسس الاقتصادي - مكتب التحقيقات الفدرالي يطلق حملة توعية على الصعيد الوطني
- تعليم كيفية حماية الأسرار التجارية والأمن القومي، مكتب التحقيقات الفدرالي